# Rajon Sachnowschtschyna
Der Rajon Sachnowschtschyna (ukrainisch Сахновщинський район/Sachnowschtschynskyj rajon; russisch Сахновщинский район/Sachnowschtschinski rajon) war eine Verwaltungseinheit innerhalb der Oblast Charkiw im Osten der Ukraine. Der Rajon, welcher 1923 gegründet wurde, hatte eine Fläche von 1170 km² und eine Bevölkerung von etwa 20.000 Einwohnern. Der Verwaltungssitz befand sich in der namensgebenden Siedlung städtischen Typs Sachnowschtschyna.
Am 17. Juli 2020 kam es im Zuge einer großen Rajonsreform zum Anschluss des Rajonsgebietes an den Rajon Krasnohrad.
Auf kommunaler Ebene war der Rajon in 1 Siedlungsratsgemeinde und 15 Landratsgemeinden unterteilt, denen jeweils einzelne Ortschaften untergeordnet waren.
Zum Verwaltungsgebiet gehörten:
- 1 Siedlungen städtischen Typs
- 63 Dörfer